# Локомотив-Арена
Локомотив-Арена — арена в Новосибирске. Домашняя для местного Локомотива.

## Описание
Региональный волейбольный центр состоит из двух зданий: основного трёхэтажного, в котором размещена главная спортивная арена со вспомогательными помещениями, и двухэтажного тренировочного спортзала. Вместимость главного зала 5000 мест: 4500 стационарных мест, плюс откатные трибуны, которые вместят ещё 500 мест.

## История
В 2008 году полномочный президента в СФО Анатолий Васильевич Квашин обратился к председателю наблюдательного совета Всероссийской федерации волейбола Патрушеву с запросом о строительстве волейбольного центра в Новосибирске.
В 2013 году после победы Локомотива в ЕЛЧ президентом РФ Владимиром Путиным было подписано распоряжение о строительстве в Новосибирске волейбольного центра на 5000 зрителей. Объект попал в список поручений от 28.06.2013 №Пр-1385 и был включён в федеральную адресную инвестицонную программу, а на уровне региона в перечень мероприятий государственной программы «Развитие физической культуры и спорта в Новосибирской области на 2015-2021 годы».
18 июня 2018 года состоялась торжественная закладка первого камня. 3 сентября 2020 года губернатор Новосибирской области Андрей Александрович Травников подписал акт ввода в эксплуатацию Регионального волейбольного центра. 3 октября состоялось открытие.